# 더 퍼지
더 퍼지(영어: The Purge)는 미국의 미디어 프랜차이즈이다.

## 시리즈 목록

### 영화
- 더 퍼지 (2013)
- 더 퍼지: 거리의 반란 (2014)
- 더 퍼지: 일렉션 이어 (2016)
- 더 퍼스트 퍼지 (2018)
- 더 퍼지: 포에버 (2021)

### 드라마
- 더 퍼지